# Google Safe Browsing
Google Safe Browsing est un service de Google qui avertit les utilisateurs lorsqu'ils tentent de naviguer vers un site Web dangereux ou de télécharger des fichiers dangereux. La navigation sécurisée avertit également les webmasters lorsque leurs sites Web sont compromis par des acteurs malveillants et les aide à diagnostiquer et à résoudre le problème. Cette protection fonctionne sur tous les produits Google et est censée "offrir des expériences de navigation plus sûres sur Internet". Il répertorie les URLs pour les ressources Web qui contiennent du contenu malware ou hameçonnage,. Les navigateurs tels que Google Chrome, Safari, Firefox, Vivaldi, Brave, GNOME Web et Meta Quest Browser utilisent ces listes de Google Safe Browsing pour vérifier les pages contre les menaces potentielles, Google fournit également une API publique pour le service.
Google fournit des informations aux fournisseurs d'accès Internet, en envoyant des alertes par e-mail aux opérateurs de système autonome concernant les menaces hébergées sur leurs réseaux.
En septembre 2017, plus de 3 milliards d'appareils Internet sont protégés par le service Des alternatives sont proposées à la fois par Tencent et Yandex.

## Clients protégés
- Navigateurs: Google Chrome, Safari, Firefox, Vivaldi, Brave et GNOME Web.
- Android: Services Google Play, Verify Apps API
- Google Messages
- Google Search
- Google AdSense
- Gmail
- Instagram

## Vie privée
Google maintient l'API Safe Browsing Lookup, qui présente un inconvénient en matière de confidentialité : "Les URL à rechercher ne sont pas hachées afin que le serveur sache quelles URL les utilisateurs de l'API ont recherchées". L'API de mise à jour de la navigation sécurisée, d'autre part, compare les préfixes de hachage 32 bits de l'URL pour préserver la confidentialité,. Les navigateurs Chrome, Firefox et Safari utilisent ce dernier.
La navigation sécurisée stocke également un cookie de préférences obligatoire sur l'ordinateur.
Google Safe Browsing "effectue des vérifications côté client. Si un site Web semble suspect, il envoie à Google un sous-ensemble de termes d'hameçonnage et d'ingénierie sociale susceptibles d'être trouvés sur la page afin d'obtenir des informations supplémentaires disponibles auprès des serveurs de Google pour savoir si le site Web doit être considéré comme malveillant" . Les journaux, qui incluent une adresse IP et un ou plusieurs cookies, sont conservés pendant deux semaines et sont liés aux autres requêtes de navigation sécurisée effectuées à partir du même appareil.
Dans la plupart des applications, à l'exception de Safari d'Apple dans lequel Apple utilise un système de proxy, l'API est installée de manière à permettre à Google d'obtenir en permanence l'adresse IP réelle de l'utilisateur. Cela permet à Google de suivre les utilisateurs lorsqu'ils naviguent sur Internet, envoient des e-mails à des comptes Gmail ou utilisent les services Google.

## Critiques
Les sites Web ne contenant pas de logiciels malveillants ont été mis sur liste noire par Google Safe Browsing en raison de la présence de publicités infectées. La demande de retrait de la liste noire nécessite que le webmaster crée un compte Google Webmaster's Tool et attende plusieurs jours pour le retrait de la liste noire. Des craintes ont été également formulées sur l'éventualité que Google Safe Browsing ne soit utilisé à pour la censure, et bien que cela ne s'est pas encore officiellement produit, des associations défendant les libertés numériques se plaignent que leurs sites, des serveurs mail autohébergés pourtant inoffensifs ainsi que certaines instances Mastodon sont illégitimement mis sur liste noire et soupçonnent Google de vouloir utiliser ce moyen pour censurer des concurrents gênants.